# Єленово (Тирговиштська область)
Єле́ново (болг. Еленово) — село в Тирговиштській області Болгарії. Входить до складу общини Попово.

## Населення
За даними перепису населення 2011 року у селі проживали 269 осіб.
Національний склад населення села:
| Національність   | Кількість осіб | Відсоток |
| ---------------- | -------------- | -------- |
| болгари          | 60             | 71,4%    |
| турки            | 14             | 16,7%    |
| не визначились   | 9              | 10,7%    |
| Всього відповіли | 84             |          |

Розподіл населення за віком у 2011 році:
Динаміка населення: